# Rákóczi-induló
A Rákóczi-indulót Nikolaus Scholl, a Császári-Királyi Hadsereg 32. gyalogezredének karmestere írta 1820-ban. A Rákóczi-nóta hangszeres és énekelt változatainak motívumait használta fel. Bécsben adták ki 1820-ban 2 ill. 4 kezes zongorára hangszerelve. A mű két részből áll: főrész és trió.
Az indulót sokan feldolgozták, közöttük Erkel Ferenc és Liszt Ferenc, a legismertebb azonban Hector Berlioz zenekari műve, ami az egész világon ismertté tette a Rákóczi-indulót. A kiegyezés után bekerült a Nemzet három dala című kiadványba a Himnusz és a Szózat mellé.
A második világháború idején a Budapest I. rádiónak szünetjele volt, a háború után utóda, a Kossuth Rádió reggelenként a Rákóczi-indulóval kezdi az adását.
1938 novembere és 1988 februárja között Berlioz művével kezdődött a mozikban a filmek előtt vetített Magyar világhíradó (később Magyar Filmhíradó).

## Története
- 1823-ban kisebb változtatásokkal belekerült egy keszthelyi kéziratos verbunkos-gyűjteménybe Grand Marcia di Rakotzy címen.
- 1828-ban két berlini kiadónál is megjelent, a szerző nevének említése nélkül.
- 1838. október 8-án bemutatták Gaál József A peleskei nótárius[7] című énekes bohózatát a Pesti Magyar Színházban (1840-től a neve Nemzeti Színház), melynek egyik dala a Rákóczi-induló volt. A mű zenéjét Thern Károly szerezte.
- 1838. november 30-án Erkel Ferenc „phantásiát és változatokat” játszott zongorán, zenekari kísérettel, „Rákóczynak erdélyies nótájára”, ugyancsak a Pesti Magyar Színházban.
- 1839. március 23-án egy, a Pesti Magyar Színházban tartott hangversenyen elhangzott a Rákóczi-induló is. Ugyanitt május 14-én Ole Bull(en) norvég hegedűművész játszotta az indulót.
- 1839. augusztus 8-án mutatták be Ludwig Schindelmeisser(en) Szapáry című háromfelvonásos operáját a Pesti Városi Német Színházban, amelyben felhangzott a Rákóczi-induló is.
- Liszt Ferenc többször játszotta pesti hangversenyein a Rákóczi-indulót, először 1839. december 29-én. 1840. január elején meg is akarta jelentetni a hangversenyein elhangzott indulót, a cenzúra azonban közbelépett.
- 1840-ben Erkel Ferenc kiadta Rákóczy indulója. Emlékül Liszt Ferencre című zongoraművét, a betiltott Liszt-kiadvány helyett.[8] A kiadásnak akkora sikere lett, hogy ugyanabban az évben még kétszer ki kellett adni. Később, 1860-ban ugyanezt kiadta a Rózsavölgyi cég is.
- 1840-ben Liszt előadásainak hatására megjelent Georg Micheuz Rákóczy Marsch (Ungarischer Marsch) című műve Pesten.
- Liszt Ferenc 1840–43 között megírta a Magyar Dallok című, 11 zongoradarabból álló sorozatát, melynek 10. darabja a Rákóczi-induló. A ciklus folytatása (12–21) volt az 1847 körül keletkezett Magyar rapszódiák sorozat korai változata, amelynek 13. száma a Rákóczi-induló.[9]
- Antonio Diabelli bécsi zeneszerző és kiadó népszerű zongoradarabokat tartalmazó sorozatában az 52. füzet címe Ungarische Nationalmelodien, ennek első (a sorozat 207. sorszámú) darabja a Rákóczi-induló.
- Carl Czerny  Musikalisches Pfennig-Magazin für das Pianoforte című könyve 1843-ban kiadott első kötetének 116. darabja a „Ragotzy Marsch”.
- Franz Jüllig Ungarische Nationalmelodien für das Pianoforte című, 1843-ban Bécsben kiadott művébe is belekerült a Rákóczi-induló.
- A Rákóczi-induló témája belekerült Erkel Ferenc Hunyadi László című operája utólag készült nyitányának gyors részébe,[10] mely 1845. október 2-án hangzott el először. (A nyitány lassú részének témája a Rákóczi-nótából származik.) Ezzel a Rákóczi-induló túllépett a Rákóczi-szabadságharc korán és hangulatán, és a magyar szabadságeszme általános zenei jelképévé vált.

1846. február 15-én és 20-án mutatták be a Nemzeti Színházban a Rákóczi-induló legismertebb, Hector Berlioz szerezte feldolgozását, amelyet maga a szerző vezényelt. A darab kirobbanó sikert aratott, a közönség követelte az ismétlést. Berlioz az eredeti kéziratot Erkel Ferencnek adta; az ő hagyatékából került az Országos Széchényi Könyvtár gyűjteményébe.
Az 1846-os bemutató után Berlioz még finomított a hangszerelésen, és átdolgozta a kóda végét: az eredeti változat utolsó 7 ütemét 19 új ütemmel cserélte ki. Ez az átdolgozott változat került bele az 1845–46-ban komponált, Faust elkárhozása című drámai legendába, melyet Liszt Ferencnek ajánlott.
Az 1848–49-es forradalom és szabadságharc bukása után a Rákóczi-indulót betiltották, és csak 1859. november 27-én játszhatta először a Filharmóniai Társaság. Erkel Ferencnek a következő évben három egymás utáni hangversenyen kellett vezényelnie a Berlioz-féle Rákóczi-indulót, mert a közönség nem tudott betelni vele.
Berlioz műve a mai napig a legnépszerűbb feldolgozása a Rákóczi-indulónak, bár a bemutató után sokakat megihletett az induló. Liszt Ferenc 1860-ban zenekarra is feldolgozta. Rajta kívül Mosonyi Mihály, Reményi Ede, Bartók Béla, Johannes Brahms, Kodály Zoltán több művében feltűnnek a motívumai ill. rövidebb-hosszabb idézetei. Az átiratok száma több százra tehető; ezekről még nem készült bibliográfia.

## Az eredeti változat
Nikolaus Scholl „Racozy Marsch”-ának eredeti változata (No. 9.):
Trio:

## Bihari János változata
Nikolaus Scholl szerette hallgatni Bihari János cigánybandáját, és gyakran játszatta vele Rákóczi keservét. Néhányan úgy gondolják, hogy nem is Scholl, hanem Bihari szerezte a Rákóczi-indulót.
A Bihari által játszott változat első része dr. Wekerle László szövegével:

## Vegyeskari feldolgozások
Vavrinecz Béla vegyeskari feldolgozásának részlete (szöveg: Vargha József):
Egy másik vegyeskari feldolgozás Goll Jánosé, ugyancsak Wekerle szövegére.

## Felvételek
- Liszt Ferenc:  Hungarian Rhapsody No. 15: "Rákóczi March". Cziffra György (zongoraművész)  YouTube (2013. május 18.)  (Hozzáférés: 2017. október 1.) (audió, kotta)
- Liszt Ferenc:  15. Magyar rapszódia. Vásáry Tamás  YouTube (1996)  (Hozzáférés: 2017. október 1.) (videó)
- Liszt Ferenc:  Rákóczi-induló R. 439. Nemzeti Filharmonikus Zenekar, vezényel Németh Gyula  YouTube (1980. május 30.)  (Hozzáférés: 2017. október 19.) (audió)
- Rákóczi induló. A Magyar Néphadsereg Központi Fúvószenekara  YouTube (1981. november 16.)  (Hozzáférés: 2017. október 19.) (audió)
- Rákóczi induló. YouTube (2012. február 21.)  (Hozzáférés: 2017. október 19.) (videó) gépzongora.
- Hector Berlioz:  Rákóczi induló. Állami Hangversenyzenekar, vezényel Ferencsik János  YouTube (2011. április 15.)  (Hozzáférés: 2017. október 19.) (videó)
- Hector Berlioz:  Rákóczi induló. MRT Szimfonikus Zenekara, vezényel Somogyi László  YouTube (1969. július 26.)  (Hozzáférés: 2017. október 19.) (audió)
- Hector Berlioz:  The Damnation Of Faust: Rakoczi March. Vezényel Herbert von Karajan  YouTube (2009. szeptember 4.)  (Hozzáférés: 2017. október 19.) (audió) 0:40-től.
- Hector Berlioz:  The Damnation of Faust: Hungarian March. Orchestre National du Capitole(en), vezényel Tugan Tajmurazovics Szohijev  YouTube (2013. február 15.)  (Hozzáférés: 2017. október 19.) (videó)